# Lepturges barii
Lepturges barii är en skalbaggsart som beskrevs av Bates 1863. Lepturges barii ingår i släktet Lepturges och familjen långhorningar. Inga underarter finns listade i Catalogue of Life.